# Helen Fisher
Helen E. Fisher (ur. 1945, zm. 17 sierpnia 2024 w Nowym Jorku) – amerykańska antropolog i psycholog, profesor i badaczka ludzkich zachowań na Rutgers University. Prowadziła badania nad miłością romantyczną i atrakcyjnością interpersonalną (np. atrakcyjność fizyczna).

## Publikacje
Artykuy naukowe (wybór)
- Prevalence of Experiences With Consensual Nonmonogamous Relationships: Findings From Two National Samples of Single Americans, Haupert ML, Gesselman AN, Moors AC, Fisher HE, Garcia JR., J Sex Marital Ther 2017
- Intense, Passionate, Romantic Love: A Natural Addiction? How the Fields That Investigate Romance and Substance Abuse Can Inform Each Other, Fisher HE, Xu X, Aron A, Brown LL., Front Psychol 2016
- Relationship dealbreakers: traits people avoid in potential mates, Jonason PK, Garcia JR, Webster GD, Li NP, Fisher HE., Pers Soc Psychol Bull 2015
- Four broad temperament dimensions: description, convergent validation correlations, and comparison with the Big Five, Fisher HE, Island HD, Rich J, Marchalik D, Brown LL., Front Psychol 2015
- Dating and sexual behavior among single parents of young children in the United States, Gray PB, Garcia JR, Crosier BS, Fisher HE., J Sex Res 2015
- Variation in orgasm occurrence by sexual orientation in a sample of U.S. singles, Garcia JR, Lloyd EA, Wallen K, Fisher HE., J Sex Med  2014
- Impairment of HIV-1 cDNA synthesis by DBR1 knockdown, Galvis AE, Fisher HE, Nitta T, Fan H, Camerini D., J Virol. 2014
- Neural correlates of four broad temperament dimensions: testing predictions for a novel construct of personality, Brown LL, Acevedo B, Fisher HE., PLoS One 2013
- Neural correlates of long-term intense romantic love, Acevedo BP, Aron A, Fisher HE, Brown LL., Soc Cogn Affect Neurosci 2012
- Randomized controlled trial: impact of glycerin suppositories on time to full feeds in preterm infants, Khadr SN, Ibhanesebhor SE, Rennix C, Fisher HE, Manjunatha CM, Young D, Abara RC., Neonatology 2011
- Reward, addiction, and emotion regulation systems associated with rejection in love, Fisher HE, Brown LL, Aron A, Strong G, Mashek D., J Neurophysiol 2010
- A comprehensive analysis of filamentous phage display vectors for cytoplasmic proteins: an analysis with different fluorescent proteins, Velappan N, Fisher HE, Pesavento E, Chasteen L, D'Angelo S, Kiss C, Longmire M, Pavlik P, Bradbury AR., Nucleic Acids Res 2010
- Accessing social networks with high rates of undiagnosed HIV infection: The social networks demonstration project, Kimbrough LW, Fisher HE, Jones KT, Johnson W, Thadiparthi S, Dooley S., Am J Public Health 2009
- Characteristics of bisexually active men in the Seropositive Urban Mens' Study (SUMS), O'Leary A, Purcell DW, Remien RH, Fisher HE, Spikes PS, AIDS Care 2007
- The creation of a novel fluorescent protein by guided consensus engineering, Dai M, Fisher HE, Temirov J, Kiss C, Phipps ME, Pavlik P, Werner JH, Bradbury AR, Protein Eng Des Sel 2007
- Romantic love: a mammalian brain system for mate choice, Fisher HE, Aron A, Brown LL., Philos Trans R Soc Lond B Biol Sci. 2006
- Romantic love: an fMRI study of a neural mechanism for mate choice, Fisher H, Aron A, Brown LL., J Comp Neurol 2005
- Romantic love: a mammalian brain system for mate choice, Fisher HE, Aron A, Brown LL, Philos Trans R Soc Lond B Biol Sci 2006
- Defining the brain systems of lust, romantic attraction, and attachment, Fisher HE, Aron A, Mashek D, Li H, Brown LL, Arch Sex Behav 2002
- Lust, attraction, and attachment in mammalian reproduction, Fisher HE, Hum Nat 1998
- Evolution of human serial pairbonding, Fisher HE, Am J Phys Anthropol 1989

Książki wydane w Polsce
- Anatomia miłości: Historia naturalna monogamii, cudzołóstwa i rozwodu, wyd I: Poznań 1994, Wydawnictwo Zysk i S-ka, s.448, ISBN 83-86211-71-7, wyd II: Poznań 2004, Dom Wydawniczy Rebis, s. 408, ISBN 83-7301-537-X (Anatomy of Love. The Natural History of Monogamy, Adultery, and Divorce 1992)
- Pierwsza płeć. Jak wrodzone talenty kobiet zmienią nasz świat, Warszawa 2003, ISBN 83-88875-66-3 Wydawnictwo Jacek Santorski & Co. 2003 (First Sex. The Natural Talents of Women and How They Are Changing the World 1999)
- Dlaczego kochamy, Poznań 2004, Dom Wydawniczy Rebis, s. 336, ISBN 83-7301-560-4 (Why We Love. The Nature and Chemistry of Romantic Love 2004)
- Dlaczego on? Dlaczego ona?, Warszawa 2009, Dom Wydawniczy Rebis, s. 320, ISBN 978-83-7510-361-8 (Why Him? Why Her? 2009)